# La Grange (Illinois)
La Grange és una població dels Estats Units a l'estat d'Illinois. Segons el cens del 2000 tenia 15.608 habitants.

## Demografia
Segons el cens del 2000, La Grange tenia 15.608 habitants, 5.624 habitatges, i 4.049 famílies. La densitat de població era de 2.400,9 habitants/km².
Dels 5.624 habitatges en un 37,9% hi vivien nens de menys de 18 anys, en un 60,3% hi vivien parelles casades, en un 9,2% dones solteres, i en un 28% no eren unitats familiars. En el 24,5% dels habitatges hi vivien persones soles el 9,7% de les quals corresponia a persones de 65 anys o més que vivien soles. El nombre mitjà de persones vivint en cada habitatge era de 2,67 i el nombre mitjà de persones que vivien en cada família era de 3,23.
Per edats la població es repartia de la següent manera: un 28,5% tenia menys de 18 anys, un 4,8% entre 18 i 24, un 29,4% entre 25 i 44, un 23,8% de 45 a 60 i un 13,5% 65 anys o més.
L'edat mediana era de 38 anys. Per cada 100 dones de 18 o més anys hi havia 87,4 homes.
La renda mediana per habitatge era de 80.342 $ i la renda mediana per família de 95.554 $. Els homes tenien una renda mediana de 62.030 $ mentre que les dones 41.260 $. La renda per capita de la població era de 34.887 $. Aproximadament el 3,2% de les famílies i el 4% de la població estaven per davall del llindar de pobresa.

## Poblacions properes
El següent diagrama mostra les poblacions més properes.